# Estadio Daur Akhvlediani
El Estadio Daur Akhvlediani es un estadio de fútbol ubicado en Gagra, Abjasia. Durante el conflicto Conflicto georgiano-abjasio, el estadio sufrió graves daños y dejó de funcionar. En 2007 se reconstruyó, se instalaron 1500 asientos de plástico y se realizaron obras de drenaje en el campo de fútbol.
El estadio se reabrió el 10 de julio de 1997 y recibió el nombre del héroe de Abjasia, Daur Akhvlediani.

## Copa Mundial de Fútbol de ConIFA 2016
Durante la Copa Mundial de Fútbol de ConIFA de 2016, el Estadio Daur Akhvlediani recibió 12 partidos, siendo 6 partidos de la fase de grupos.